# Попов, Сергей Дмитриевич (хирург)
Сергей Дмитриевич Попов (6 сентября 1926, Ленинград, СССР — 1995) — советский хирург, военный трансфузиолог. Кандидат медицинских наук (1956). Доктор медицинских наук (1967). Профессор (1972). Полковник медицинской службы. Заведующий кафедрой военно-полевой и военно-морской хирургии (военно-морской факультет Горьковского медицинского института, 1970—1980). Начальник научной исследовательской лаборатории «Центр крови и тканей Военно-медицинской академии им. С. М. Кирова» (1981—1988). Главный трансфузиолог Министерства обороны СССР (1981—1988). Автор 309 научных публикаций. Лауреат премии им. Н. И. Пирогова Академии медицинских наук СССР (1972).

## Биография
Родился 6 сентября 1926 года в Ленинграде в семье дворянского происхождения.
В годы блокады был эвакуирован вместе с семьёй в Киров.
В 1943 году поступил в находящуюся в эвакуации в Кирове Ленинградскую Военно-морскую медицинскую академию. В 1948 году окончил обучение в этой академии с отличием.
В 1948—1951 годах служил корабельным врачом на Тихоокеанском флоте.
В 1951 году был зачислен на кафедру госпитальной хирургии Военно-морской медицинской академии клиническим ординатором. Позже стал адъюнктом на той же кафедре.
В 1956 году защитил диссертацию на соискание учёной степени кандидата медицинских наук на тему «Несостоятельность культы двенадцатиперстной кишки после перевязки желудочно-двенадцатиперстной артерии».
После защиты кандидатской диссертации был назначен старшим ординатором той же кафедры, но уже носившей название кафедры военно-морской и госпитальной хирургии Военно-медицинской академии им. С. М. Кирова. Позже стал на той же кафедре младшим преподавателем, затем преподавателем.
В 1967 году защитил диссертацию на соискание учёной степени доктора медицинских наук на тему «Реконструктивные операции на желчных путях при их высокой непроходимости».
В 1968—1969 годах находился в служебной командировке в Анголе для оказания медицинской помощи местным партизанам.
В 1970—1980 годах (уже будучи полковником медицинской службы) заведовал кафедрой военно-полевой и военно-морской хирургии на военно-морском факультете в Горьковском медицинском институте.
С 1972 года — профессор.
В 1981—1988 годах проходил службу в научной исследовательской лаборатории «Центр крови и тканей Военно-медицинской академии им. С. М. Кирова», куда был назначен начальником. Одновременно являлся членом Всесоюзной проблемной комиссии по трансфузиологии.
В 1981—1988 годах также был главным трансфузиологом Министерства обороны СССР.
В 1988 году уволился в запас (в звании полковника медицинской службы), после чего продолжил занятия преподавательской и научной деятельностью в том же Центре крови и тканей.
С его консультированием и под его консультированием было подготовлено 4 кандидатских и 2 докторских диссертации.
Количество научных публикаций его авторства — более 300 (309), включая две монографии по хирургии, три руководства по трансфузиологии и пять изобретений.
Умер в 1995 году. Похоронен в Санкт-Петербурге на Богословском кладбище.

## Семья
- Отец — Попов Д. А. — профессор, заведующий кафедрой сухопутного транспорта леса Ленинградской лесотехнической академии.
- Мать — Попова Н. Г. (урождённая Мазурова).
- Жена — Попова, Ольга Михайловна.

## Научный вклад
Был известен как хирург, впервые применявший оригинальные технические средства и методы хирургического вмешательства для лечения двенадцатипёрстной кишки, желчевыводящих путей, печени.
Основным направлением его научной деятельности в 1970—1980 годах было развитие методов лечения желчевыводящих путей хирургическим способом. В этот период им было опубликовано более 70 работ в журнале «Вестник хирургии им. И. И. Грекова».
Деятельность возглавляемой им кафедры была, в первую очередь, направлена на разработку тактики ведения пациентов с огнестрельными ранениями печени и оперативных методик лечения таких ранений, а также заболеваний желчного пузыря. При его участии на кафедре был создан используемый в обучении Музей боевой хирургической травмы.
В 1980-х годах способствовал инициации и координации имевших оборонное значение опытно-конструкторских и научных работ в области трансфузиологии, в число которых входили разработки кровезамещающих гидроксиэтилкрахмальных растворов, материалов для полимерных одноразовых контейнеров хранения компонентов крови при низких и сверхнизких температурах, новых форм полимерных контейнеров для срочного инфузионного введения лекарственных растворов.
Настойчиво использовал руководимый им Центр как место проведения всех клинических и доклинических испытаний новых разработок в соответствующей области, что эффективно поспособствовало развитию криоконсервирования костного мозга и клеток крови, повлекло выделение гемокоррекции и  экстракорпоральной детоксикации как самостоятельных видов медицинской помощи, помогло переводу службы крови на использование полимерных контейнеров хранения крови российского производства.

## Публикации
- Попов С. Д. Несостоятельность культы двенадцатиперстной кишки после перевязки желудочно-двенадцатиперстной артерии : диссертация на соискание учёной степени кандидата медицинских наук. — 1956.
- Попов С. Д. Реконструктивные операции на желчных путях при их высокой непроходимости : диссертация на соискание учёной степени доктора медицинских наук. — 1967.
- Смирнов Е. В., Попов С. Д. Реконструктивные операции на желчных путях. — Л. : Медицина, 1969. — 288 с., 1 л. ил. : ил.
  - Рецензия: Напалков П. Н. Е. В. Смирнов и С. Д. Попов. Реконструктивные операции на желчных путях. Изд-во «Медицина». Л., 1969 // Хирургия. — 1970. — № 2. — С. 151—154.[4]
- Цыбырнэ К. А., Попов С. Д., Чалганов А. И. Желчные свищи : Диагностика и лечение / Отв. ред. В. Д. Павлюк. — Кишинев : Штиинца, 1983. — 168 с. : ил.

## Награды
- 1969 — «Почетный член движения за освобождение Анголы» — за квалифицированную медицинскую помощь ангольским партизанам и населению.
- 1972 — премия им. Н. И. Пирогова Академии медицинских наук СССР (совместно с Евгением Смирновым) — за монографию «Реконструктивные операции на желчных путях»[3].
- ???? — орден «Знак Почёта»
- ???? — 14 медалей
- ???? — знак «За отличные успехи в работе» Министерства высшего образования СССР
- ???? — знак «Отличнику здравоохранения»

## Отзывы
Согласно описанию, данному на страницах Вестника хирургии имени И. И. Грекова в статье, посвящённой 90-летнему юбилею Сергея Дмитриевича Попова, благодаря оставившему неизгладимый след воспитанию в интеллигентной семье, он был организованный, начитанный, образованный, прекрасно владел русским языком, проявлял интерес к иностранным языкам и музыке, поддерживал дружеские отношения с дирижёром Евгением Мравинским. Будучи военным врачом, с уважением относился как к военной форме, как таковой, так и к понятиям «честь мундира» и «офицерская честь». Формирование педагогических и научно-исследовательских способностей Попова прошло под большим влиянием его учителя — начальника кафедры госпитальной хирургии Военно-морской медицинской академии профессора Е. В. Смирнова. Благодаря доступности для лечения военных и гражданских лиц, мастерству и многочисленным публикациям заслужил авторитет и известность как хирург в выбранной специализации. Работы, опубликованные Поповым в 1970—1980 годах в журнале «Вестник хирургии им. И. И. Грекова», профессионально интересны широкому кругу специалистов. Остаются востребованными работы Попова (придерживавшегося необходимости сочетания теоретической, исследовательской и практической подготовки военных врачей) по вопросам подготовки специалистов для оказания качественной хирургической помощи на кораблях и в военно-полевых условиях.

## Память
Прижизненный портрет Сергея Дмитриевича Попова, написанный его пациентом — художником Юрием Скориковым, после пребывания в Русском музее хранится у вдовы Попова.